# Athlétisme aux Jeux méditerranéens de 1971
Navigation
Les épreuves d'athlétisme des Jeux méditerranéens de 1971 ont eu lieu  à Izmir en Turquie.

## Faits marquants
Malgré la date tardive (octobre), 25 records des Jeux ont été battus sur 32 épreuves, et 2 records établis sur les nouvelles épreuves féminines du 1 500 m et du 100 m haies.

## Résultats

### Hommes
| Épreuve | Or                                                                     | Or                 | Argent                      | Argent          | Bronze                        | Bronze          |
| --- | ---------------------------------------------------------------------- | ------------------ | --------------------------- | --------------- | ----------------------------- | --------------- |
| 100 m | Vassilios Papageorgopoulos Grèce                                       | 10 s 4             | Mohamed Belkhodja Tunisie   | 10 s 7          | Ivan Karasi Yougoslavie       | 10 s 7          |
| 200 m | Pietro Mennea Italie                                                   | 20 s 7 CR          | Ivan Karasi Yougoslavie     | 21 s 2          | Predrag Križan Yougoslavie    | 21 s 4          |
| 400 m | Kyriakos Onisiforou Grèce                                              | 46 s 9 CR          | Giacomo Puosi Italie        | 47 s 1          | Luciano Sušanj Yougoslavie    | 47 s 2          |
| 800 m | Mansour Guettaya Tunisie                                               | 1 min 47 s 6 CR    | Jože Medjimurec Yougoslavie | 1 min 48 s 1    | Azzedine Azzouzi Algérie      | 1 min 48 s 2    |
| 1 500 m | Mansour Guettaya Tunisie                                               | 3 min 46 s 5 CR    | Francesco Arese Italie      | 3 min 47 s 6    | Mehmet Tümkan Turquie         | 3 min 48 s 8    |
| 5 000 m | Javier Álvarez Salgado Espagne                                         | 13 min 37 s 2 CR   | Mohamed Gammoudi Tunisie    | 13 min 40 s 8   | Jadour Haddou Maroc           | 13 min 44 s 0   |
| 10 000 m | Javier Álvarez Salgado Espagne                                         | 28 min 52 s 2 CR   | Mariano Haro Espagne        | 28 min 54 s 4   | Giuseppe Cindolo Italie       | 28 min 59 s 0   |
| Marathon | Giovanbattista Bassi Italie                                            | 2 h 23 min 33 s    | Hüseyin Aktas Turquie       | 2 h 24 min 15 s | Ismail Akçay Turquie          | 2 h 28 min 35 s |
| 3000 m steeple | Jean-Paul Villain France                                               | 8 min 30 s 0 CR    | Spyridon Kontossoros Grèce  | 8 min 35 s 4    | Umberto Risi Italie           | 8 min 40 s 8    |
| 110 m haies | Guy Drut France                                                        | 13 s 7 CR          | Sergio Liani Italie         | 14 s 2          | Efstratios Vassiliou Grèce    | 14 s 2          |
| 400 m haies | Stavros Tziortzis Grèce                                                | 51 s 0 CR          | Manuel Soriano Espagne      | 51 s 2          | Francisco Suárez Espagne      | 51 s 4          |
| Saut en hauteur | Gian Marco Schivo Italie                                               | 2,11 m             | Ioannis Kousoulas Grèce     | 2,11 m          | Dimitrios Patronis Grèce      | 2,08 m          |
| Saut à la perche | Chrístos Papanikoláou Grèce                                            | 5,20 m CR          | Ignacio Sola Espagne        | 4,70 m          | Theodoros Tongas Grèce        | 4,50 m          |
| Saut en longueur | Jack Pani France                                                       | 7,90 m CR          | Miljenko Rak Yougoslavie    | 7,78 m          | Mariano Pérez Espagne         | 7,40 m          |
| Triple saut | Milan Spasojevic Yougoslavie                                           | 16,18 m            | Apostolis Kathiniotis Grèce | 15,84 m         | Jesús Bartolomé Espagne       | 15,68 m         |
| Lancer du poids | Youssef Nagui Asaad Égypte                                             | 20,19 m CR         | Lahcen Samsam Akka Maroc    | 18,85 m         | Yves Brouzet France           | 18,69 m         |
| Lancer du disque | Silvano Simeon Italie                                                  | 57,64 m CR         | Youssef Nagui Asaad Égypte  | 54,72 m         | Marjan Gredelj Yougoslavie    | 54,32 m         |
| Lancer du marteau | Georgios Georgiadis Grèce                                              | 68,76 m CR         | Mario Vecchiato Italie      | 67,64 m         | Srecko Štiglic Yougoslavie    | 66,28 m         |
| Lancer du javelot | Renzo Cramerotti Italie                                                | 78,04 m CR         | Recep Kalender Turquie      | 61,34 m         | Ali Aydin Turquie             | 59,80 m         |
| Decathlon | Vassilios Sevastis Grèce                                               | 7 222 points CR    | Rafael Cano Espagne         | 7 072 points    | Pedro Pablo Fernández Espagne | 6 934 points    |
| 20 km marche | Pasquale Busca Italie                                                  | 1 h 36 min 55 s CR | Víctor Campos Espagne       | 1 h 41 min 12 s | Agustín Jorba Espagne         | 1 h 47 min 04 s |
| 50 km marche | Abdon Pamich Italie                                                    | 4 h 21 min 22 s CR | Vittorio Visini Italie      | 4 h 29 min 20 s | Hasan Öz Turquie              | 4 h 54 min 07 s |
| 4 × 100 m | Italie Vincenzo Guerini Pasqualino Abeti Pietro Mennea Ennio Preatoni  | 39 s 7 CR          | Yougoslavie                 | 40 s 5          | Maroc                         | 41 s 1          |
| 4 × 400 m | Italie Sergio Bello Lorenzo Cellerino Daniele Giovanardi Giacomo Puosi | 3 min 7 s 5 CR     | Yougoslavie                 | 3 min 8 s 1     | Maroc                         | 3 min 8 s 4     |
| Records et Performances - AR : Record continental (area record) - CR : Record des championnats (championship record) - MR : Record du meeting (meet record) - NR : Record national (national record) - OR : Record olympique (olympic record) - PR : Record paralympique (paralympic record) - PB : Record personnel (personal best) - SB : Meilleure performance personnelle de la saison (season's best) - WL : Meilleure performance mondiale de l'année (world leader) - WJR : Record du monde junior (world junior record) - WR : Record du monde (world record) Circonstances et Conditions - DNF : N'a pas terminé (did not finish) - DNS : N'a pas pris le départ (did not start) - DQ : Disqualification (disqualification) - NM : Aucun essai valable enregistré (No Mark) - Q : Qualifié « directement » au prochain tour (ou à la prochaine compétition), lors d'une compétition majeure, grâce au classement ou à la réalisation des minima (automatic qualifier) - q : Qualifié au prochain tour (ou à la prochaine compétition), lors d'une compétition majeure, grâce au repêchage ou à la réalisation de l'une des meilleures performances parmi celles des « non qualifiés directement » (grâce au meilleur temps ou à la meilleure distance par exemple) (secondary qualifier) |                                                                        |                    |                             |                 |                               |                 |

### Femmes
| Épreuve | Or                                                                  | Or              | Argent                                                         | Argent       | Bronze                                                             | Bronze       |
| --- | ------------------------------------------------------------------- | --------------- | -------------------------------------------------------------- | ------------ | ------------------------------------------------------------------ | ------------ |
| 100 m | Cecilia Molinari Italie                                             | 11 s 9          | Nicole Pani France                                             | 12 s 0       | Michèle Beugnet France                                             | 12 s 1       |
| 400 m | Colette Besson France                                               | 53 s 0 CR       | Donata Govoni Italie                                           | 54 s 4       | Josefina Salgado Espagne                                           | 56 s 0       |
| 800 m | Vera Nikolić Yougoslavie                                            | 2 min 02 s 2 CR | Donata Govoni Italie                                           | 2 min 04 s 9 | Colette Besson France                                              | 2 min 07 s 2 |
| 1 500 m | Vera Nikolić Yougoslavie                                            | 4 min 20 s 3 CR | Paola Pigni Italie                                             | 4 min 22 s 6 | Djurdjica Rajher Yougoslavie                                       | 4 min 23 s 0 |
| 100 m haies | Milena Leskovac Yougoslavie                                         | 14 s 0 CR       | Ileana Ongar Italie                                            | 14 s 1       | Djurdja Focic Yougoslavie                                          | 14 s 5       |
| Saut en hauteur | Snežana Hrepevnik Yougoslavie                                       | 1,77 m CR       | Sara Simeoni Italie                                            | 1,74 m       | Breda Babošek Yougoslavie                                          | 1,74 m       |
| Lancer du disque | Roberta Grottini Italie                                             | 48,90 m CR      | Maria Stella Masocco Italie                                    | 47,44 m      | Despina Kafenidou Grèce                                            | 46,06 m      |
| 4 × 100 m | Italie Laura Nappi Ileana Ongar Maddalena Grassano Cecilia Molinari | 45 s 6 CR       | France Colette Besson Michèle Beugnet Nicole Pani Odette Ducas | 45 s 6 CR    | Yougoslavie Đurđa Fočić Milena Leskovac Breda Babošek Vera Nikolić | 48 s 4       |
| Records et Performances - AR : Record continental (area record) - CR : Record des championnats (championship record) - MR : Record du meeting (meet record) - NR : Record national (national record) - OR : Record olympique (olympic record) - PR : Record paralympique (paralympic record) - PB : Record personnel (personal best) - SB : Meilleure performance personnelle de la saison (season's best) - WL : Meilleure performance mondiale de l'année (world leader) - WJR : Record du monde junior (world junior record) - WR : Record du monde (world record) Circonstances et Conditions - DNF : N'a pas terminé (did not finish) - DNS : N'a pas pris le départ (did not start) - DQ : Disqualification (disqualification) - NM : Aucun essai valable enregistré (No Mark) - Q : Qualifié « directement » au prochain tour (ou à la prochaine compétition), lors d'une compétition majeure, grâce au classement ou à la réalisation des minima (automatic qualifier) - q : Qualifié au prochain tour (ou à la prochaine compétition), lors d'une compétition majeure, grâce au repêchage ou à la réalisation de l'une des meilleures performances parmi celles des « non qualifiés directement » (grâce au meilleur temps ou à la meilleure distance par exemple) (secondary qualifier) |                                                                     |                 |                                                                |              |                                                                    |              |